# Малновская Воля
Малновская Воля (укр. Малнівська Воля) — село в Мостисской городской общине Яворовского района Львовской области Украины.
Население по переписи 2001 года составляло 594 человека. Занимает площадь 13,65 км². Почтовый индекс — 81310. Телефонный код — 3234.